# 武豊
武 豊 （たけ ゆたか、1969年（昭和44年）3月15日 - ）は、日本中央競馬会（JRA）の騎手。栗東トレーニングセンター所属で現在はフリー。日本騎手クラブ会長（2010年～）。父は元騎手・元調教師の武邦彦で、弟に元騎手で現調教師の武幸四郎がいる。
デビューの年に新人最多勝記録（当時）を更新し2年目の菊花賞でGIを制覇。3年目で全国リーディングを獲得。その後も活躍を続けJRA全国リーディングジョッキーは18回獲得（歴代最多）し、騎手大賞は9回獲得（歴代最多）。通算GI勝利数は地方、海外含めて100勝以上を記録（歴代最多）。その他にも通算4000勝を超えるJRA歴代最多勝記録、および歴代最多騎乗数記録、東京優駿最多の6勝を挙げるなど数々のJRA記録を更新、保持し「日本競馬界のレジェンド」と称されているほどの日本を代表する騎手である。

## 来歴
祖先は薩摩国出身の武家であり、薩摩藩士の園田家から武家へ養子に入った曽祖父の彦七は函館大経の門下生となる。祖父芳彦は馬主協会元会長。父邦彦は元騎手・元調教師であり、弟幸四郎もJRA所属の元騎手（1997年3月～2017年2月）・現調教師（2017年3月～）である。妻は元タレントの佐野量子。小中学校時代の同級生に調教師の池江泰寿がいる。

### 少年時代
1969年、父邦彦、母洋子夫妻の三男として京都府に生まれた。翌1970年、武一家は現在の栗東市栗東トレーニングセンターに転居した。住まいのそばに厩舎があるため、厩舎にいる馬にニンジンを与えてから出かけるのが武の日課になっていた。物心つく前から身近な環境で馬と暮らしていたこと、また騎手だった父の姿を見ていたことが影響し、武は物心ついたころには「騎手になりたい」という思いが芽生えていたという。1975年、栗東町立金勝小学校に入学。このころから競馬が大好きで、同級生の池江泰寿と学校で競馬の話ばかりしていた。小学校2年生の時にはすでに東京優駿（日本ダービー）が特別な競走であることを理解しており、将来騎手となって日本ダービーを勝つことを夢見るようになっていた。1979年小学校5年生の時、栗東乗馬苑の少年団の一員となり、本格的に乗馬を習い始めた。当時指導員だった竹之下満義は武の騎乗について次のように回顧している。「すごくバランスが良くて馬上での据わりが普通の子と全く違った。とにかく動きが柔らかく、他の人が敬遠するような癖のある馬に乗っても全然バウンドしないしコースを綺麗に回ってくる。馬も彼が乗ると嫌がらないんです。馬が暴れても鞭を使わずになだめて御していました。将来絶対トップジョッキーになると思いました」。1981年春、卒業文集に「将来の夢は騎手」と記し、金勝小学校を卒業。そして栗東中学校に入学し、中学生になっても相変わらず乗馬苑に通い、乗馬を続けていた。1984年春、騎手課程第3期生としてJRA競馬学校に入学。同期には蛯名正義、塩村克己、芹沢純一などがいる。当時教官だった荻野忠二、真家眞らは武の馬乗りの技術は入学当初から高かったと話している。空き時間になると、撮影された自分や他生徒の騎乗映像をよく再生して研究していたという。またアメリカの競馬雑誌、ブラッドホースの写真を食い入るように見ていたり、クリス・マッキャロンやゲイリー・スティーヴンスといったアメリカの一流騎手が叩き合う映像を、ワクワクしながら何度もリピートしたりと、アメリカの競馬に憧れを抱くようになっていた。2年生の10月、騎手デビュー後に所属する栗東・武田作十郎厩舎の実習生となり、3年生の9月まで実習を行った。武は実技はもちろん馬学などの成績もよく、学年トップで競馬学校を卒業した。

### 騎手時代

#### 新人最多勝記録を更新する
1987年（昭和62年）2月17日、競馬学校を卒業。 栗東の武田作十郎厩舎所属となり念願の騎手デビューを果たす。武田作十郎厩舎に所属したことにより、武は河内洋の弟弟子となった。3月1日阪神4レースにアグネスディクターで初騎乗。同3月7日、阪神3レースでダイナビショップに騎乗し初勝利。9月12日、ケイアモールで42勝目を挙げ、小屋敷昭が持っていた関西新人最多勝記録を更新した。10月11日、京都大賞典でトウカイローマンに騎乗し、重賞初制覇を果たす。11月14日、リードトライデントで59勝目を挙げ、加賀武見が保持していた新人最多勝記録を27年ぶりに更新した。最終的には69勝を挙げ、JRA賞最多勝利新人騎手を受賞した。

#### 競馬ブームの主役へ
1988年（昭和63年）菊花賞でスーパークリークに騎乗。最後の直線入口で、以前自身が騎乗経験のあるカツトクシンに前を塞がれていたが、カツトクシンが外に膨れる癖を知っていた武は慌てず、内が開くまで動かずに待機。思惑通り開けた内を通り、最後は2着に5馬身突き放して勝利。GI競走初勝利を飾り、19歳7か月23日でJRA史上最年少クラシック制覇を達成した。そしてこの冷静で頭脳的な騎乗を周囲から絶賛され、「天才」として脚光を浴びるようになった。さらに武はこの年113勝を挙げ、史上最年少で関西リーディングを獲得。競馬サークルの内外に強烈なインパクトを与えた。
1989年（昭和64年、平成元年）シャダイカグラ、イナリワン、スーパークリークでGIを4勝、年間133勝を挙げ、デビュー3年目にして初のJRA全国リーディングジョッキーを獲得。
武の活躍はスポーツ紙や競馬雑誌以外の紙媒体やテレビでも度々取り上げられるようになり、『武豊』という名前と顔が日本中に知られるようになった。武はデビュー当時、競馬関係者や競馬ファンから「タケクニさんの息子」と認識されていたが、このころには父である邦彦が競馬ファンから「タケパパ」と呼ばれるようになり、認識度の上ではすでに父を逆転していた。折しも日本はバブル景気による空前の好景気であり、その波に乗って日本中央競馬会がCI戦略を含む一連のキャンペーンを成功させたことなどにより、日本に第二次競馬ブームが巻き起こり、同時期に頭角を現した武はこの競馬ブームの主役となった。
1990年（平成2年）武と共に競馬ブームの主役となっていたオグリキャップとコンビを組み、安田記念、有馬記念を制した。とりわけすでに「燃え尽きた怪物」と言われていたオグリキャップを、引退レースで復活勝利に導いた有馬記念は「奇跡のラストラン」として語り継がれるレースとなった。武とオグリキャップの活躍により、日本中央競馬会の売上げは爆発的に伸び、競馬ブームの盛り上がりはピークに達した。武は平成三強と呼ばれたスーパークリーク、イナリワン、オグリキャップの全てに騎乗した唯一の騎手となった。

#### 競馬界の主役へ
武は競馬関係以外のメディアから脚光を浴びるようになると、時間の許す限り各方面のメディアの取材に積極的に応じていった。その理由について武は、「競馬サークルが世間一般から偏見の目で見られているのを子供の時から感じていたんです。競馬サークル外に自分が積極的に出ることで、こうした偏見を無くしたいと思ったんです」と語っている。武はこうした競馬界そのものを変革したいという意思を持って競馬サークルの外へ積極的に飛び出していき、若い女性を中心とした競馬を知らなかった層の目を引き付け、競馬に付きまとっていた暗い賭博のイメージを明るいスポーツのイメージに変革させることに貢献し、競馬界の主役的役割を担うようになっていった。
武は競馬界における自分の立場、自分の使命について、「競馬の世界では自分が発信力のある立場であることは感じている。例え自分が気が進まなくても、『武豊』が競馬界のためにやらなければならないと思うからこそやることもある。『武豊』というキャラクター的な存在を感じている部分はある」と、自分が発信力のある立場であることを自覚しつつ、自分とは別に『武豊』というキャラクターの存在を意識して行動することを心掛けているという。
武が競馬界の顔として競馬サークルの外で仕事をこなし続ける一方、本業の記録においても史上初・史上最年少・史上最速の名がついた数々の金字塔を打ち立てていき、1989年から2008年までの20年間で合計18回リーディングジョッキーを獲得。2007年にはJRA通算2944勝に到達。岡部幸雄が保持していたJRA最多勝記録を更新し、名実ともに日本競馬界の第一人者となった。(主な達成記録については#騎乗成績や#記録を参照のこと)

#### ダービージョッキーとして
競馬の祭典と呼称され、全てのホースマンの夢舞台といわれる東京優駿（日本ダービー）。
武はその日本ダービーについて、「子供のころ、騎手になりたいと思って将来の自分を思い描いた時、浮かんでくるのは日本ダービーを勝つ姿であった」と述べており、子供のころからダービージョッキーに憧れを抱いていた。そんな武の初めての日本ダービー騎乗はデビュー2年目の1988年（昭和63年）、コスモアンバーに騎乗し16着。武本人曰く、「何もできずに終わった」日本ダービー初騎乗であった。以後、1989年にタニノジュリアス（10着）、1990年にハクタイセイ（5着）、1991年にシンホリスキー（19着）、1993年にナリタタイシン（3着）、1994年にフジノマッケンオー（4着）、1995年にオースミベスト（8着）、1996年にダンスインザダーク（2着）、1997年にランニングゲイル（5着）。計9回の挑戦を繰り返すも勝利することはできなかった。武はすでに日本ダービー以外の八大競走をすべて勝利しており、日本ダービーのみ勝利を逃し続けるうちにいつしか競馬サークルでは、「武豊は日本ダービーだけは勝てない」というジンクスが囁かれるようになっていた。武自身は感情に流されずコントロールするのもプロフェッショナルとして必要な素養であると考えていたため、マスコミの取材で日本ダービーへの思いについて聞かれた時には、「日本ダービーは特別なレースじゃない」、「他のGIと価値は一緒」、「いつか獲れると思うから焦っていない」、というように努めて冷静に受け答えしていた。しかしこれらは表向きのコメントであり、本心では次のように思っていたと語っている。
「自分の今まで積み重ねた勝利全てと引き換えにしてもいいと思うほど、ダービージョッキーの称号が欲しくて欲しくてたまらなかった」
そして1998年、第65回日本ダービーでスペシャルウィークに騎乗し優勝。10度目の挑戦でついに悲願を達成した。武は事前に、「勝った時はガッツポーズはやめよう。あくまでもクールに決めよう」と考えていたが、実際の勝利時は体中から湧き上がってくる喜びを抑えきれず、武自身が後にビデオで見た時に恥ずかしくなるほど夢中で何度もガッツポーズを繰り返していた。17万人の観衆によって埋め尽くされた東京競馬場では「ユタカ」コールが沸き起こり、武はこの瞬間を「それまでの人生で、最大、最高の瞬間」と振り返っている。
翌年の1999年もアドマイヤベガで勝利し、史上初の日本ダービー連覇を達成（当時のダービー最多勝利タイ記録・11人目となる2勝ジョッキーでもあった）。そして2002年のタニノギムレットで三度勝利し、史上初めて日本ダービーを3勝した騎手となった。その後も2005年にディープインパクトで4度目の勝利。2013年にはそのディープインパクトの子であるキズナで勝利し、日本ダービー最多勝利記録を「5」に更新した。なお競走馬の親子2代日本ダービー制覇は数組あるが、その中で同一騎手が親子それぞれの馬に騎乗して日本ダービーを優勝したのは武のみである。また2022年にはドウデュースで勝利を収め，日本ダービー最多勝利記録を「6」に更新した。
武は日本ダービー制覇への思いについて以下のように語っている。
武は、1993年より2009年までの17年連続で日本ダービーの連続騎乗を記録しているが、これは1961年より1979年まで19年連続して皐月賞に騎乗していた加賀武見の同一クラシック最多連続騎乗記録に及ばなかったものの、同一クラシック最多連続出場記録としては、2023年時点でも第2位の記録である。

#### 海外での騎乗
武は海外でも早くから活躍し、日本人騎手による史上初の海外G1制覇、日本人として前人未到の海外通算100勝など様々な記録を達成している。
武の海外初騎乗はデビュー3年目の1989年の夏、イナリワンのオーナーがアメリカに馬を持っており、その馬の騎乗を依頼されたことがきっかけである。同年9月2日、アーリントンパーク競馬場でグランマジーに騎乗し勝利。海外デビュー3戦目で海外初勝利を挙げた。以降は年末年始や夏はほぼ毎年海外へ渡航し、アメリカ、フランス、オーストラリア、ドイツ、イギリス、UAE、香港、韓国、サウジアラビアの9か国で勝利を挙げている。
1991年8月、サラトガ競馬場で行われる芝2600mのG3セネカハンデキャップでエルセニョールの手綱を取ることになり、3年目のアメリカ参戦で初めて重賞競走に騎乗することが決定した。しかし当時はまだ日本の競馬が世界水準の評価を得ていなかった時代であり、アメリカの競馬専門紙には「22歳の日本人がトリッキーなサラトガを乗りこなせると思っているのか」などと、競馬後進国の若輩者に対する批判的な記事が多く掲載され、「もしユタカ・タケが勝ったら私は裸踊りをする」と書いたハンデキャッパーすらいた。さらに管理調教師であるウィリアムズ・ライトですら、メディアに対して武のことを「ビギナー」と侮辱的な言葉を発した。そして武自身もサラトガ競馬場の芝コースは騎乗経験が無く、さらにライトは、武にエルセニョールの調教に乗る機会を与えなかったため、ぶっつけ本番で挑むこととなった。そんなマイナス材料が多く揃った中、迎えた本番ではライトが「パーフェクト」と言うほどの理想的な騎乗でエルセニョールを勝利に導き、日本人騎手による海外重賞初制覇を達成した。武は勝利後、現地の騎手達に馬上から祝福の握手を求められ、一生の思い出になったという。
1992年9月、セクレタリアトステークスでワールドクラススプラッシュに騎乗し、海外G1初騎乗を果たす。
1994年、この年は例年にもまして各国を飛び回り、キングジョージ6世&クイーンエリザベスステークス、凱旋門賞、ブリーダーズカップ・マイルなど世界のビッグレースに騎乗。同年9月4日にはスキーパラダイスに騎乗してムーラン・ド・ロンシャン賞を制し、JRAの日本人騎手として史上初の海外G1制覇を達成した。しかし順風満帆ではなく批判やバッシングにもあった。その代表的なものが1994年ホワイトマズルに騎乗した凱旋門賞であった。1993年に同馬のオーナーが社台グループの吉田照哉になったことで1994年のキングジョージ6世&クイーンエリザベスステークスと凱旋門賞を武の騎乗で狙いにいく旨を表明。しかし主戦騎手であるジョン・リードを非常に信頼し、これまでホワイトマズルで顕著な失敗をしたわけでもないのに降ろす明確な理由がないとチャップルハイアム調教師は、心の内ではこの決定に懐疑的だった。キングジョージ6世&クイーンエリザベスステークスをホワイトマズルは2番人気でレースはスタートしたが、ゲートを出た直後に、5歳馬エズードが鞍上のウォルター・スウィンバーンを振り落とし、カラ馬となって逃げ馬に絡んだため、レース前半は予想よりはるかにハイペースになった。コーナーでは大きく外に膨れたエズードが、再び内側に切れ込んで行き、エルハーブの進路をカットする。これが玉突きのような現象を呼び起こし、各馬が次々に不利を被ることになった。ホワイトマズルもエプソム・アイリッシュの各ダービーで2着だったキングスシアターに馬体を寄せられるが、武は冷静にこれに対処。しかし結果はキングスシアターの2着に敗れたが、空馬がレースに多大な影響を与えたもので評価が下がるような事は無かった。チャップルハイアムは「武の騎乗には満足している」、降ろされたリードも「あれより上手く乗れたとは思わない」とコメントしている。武のアメリカ遠征のためドーヴィル大賞典は鞍上をリードに戻すが、予定通り凱旋門賞で再び同馬に跨る。ドーヴィル大賞典の勝利で3番人気になっていたが、スタート直後の行き脚があまり良くなかったため馬群後方で待機。フォルスストレートで外側に持ち出し、20頭立ての18番手で直線に入ると、大外一気の末脚を繰り出したのだが、いかに直線が長いロンシャン競馬場であっても、殿一気の追い込みで勝てるレースではなかった。直線の伸びは素晴らしかったが、勝ったカーネギーから僅か2馬身差の6着に敗れる。チャップルハイアムはレース前に武に対して先行を指示していたが、当日は現地の報道陣に囲まれて、まともな打ち合わせもできずにいた。それでもレースを観戦していたチャップルハイアムはゴール後に双眼鏡を投げ捨てて激昂、「日本だけで乗っていればいい。次からは絶対にリードを乗せる」と言い放った。地元フランスのマスコミも「位置取りが重要なレースでフランス人ジョッキーなら、後方に控える乗り方はしなかっただろう」と批判、ホワイトマズルの本拠地であるイギリスではさらに激しく、「ゴール前で追い込んで僅かに届かずに負けるというのは、騎手の責任」「日本では大成功を収めた騎手だがホワイトマズルに乗せたのは愚策だった」と酷評され「ユタカ・バッシング」に近いものがあった。武は後日、「もっと前で競馬をしたかったが、序盤は馬にあまり走る気が見られなかった」と語っている。リードに戻ったホワイトマズルはその後の2レースも9、8着といいところなく引退している。
2000年6月、武はアメリカに長期滞在し、騎乗拠点をアメリカ西海岸に移すことを表明した。アメリカ西海岸を選択した理由について、「世界を代表するトップジョッキーが集うアメリカ西海岸の競馬で自分の腕を試してみたかった」と語っている。同月のハリウッドパーク開催から本格参戦し、夏のデルマー開催では人気薄の馬で勝利を重ね、当地のメディアに「穴ジョッキー」と紹介されるようになり、存在感を示した。しかし、11月のハリウッドパーク開催では騎乗数が激減。1日1鞍を確保するのがやっとであり、騎乗馬を確保するために厩舎を挨拶回りする毎日であった。結局このアメリカ長期滞在は最後まで満足な結果を得ることなく終了した。しかし武はアメリカ長期滞在を決断したことについて、「ほんの1ミリも後悔していません。悔しさとか、もどかしさとか、勝てない、乗れないというジレンマも含めてすべてがいい経験です」と前向きにとらえている。
2001年1月、フランスの調教師ジョン・ハモンドから「主戦騎手としてフランスに来ないか?」と正式なオファーを受け、これを承諾。フランスに長期滞在し、騎乗拠点をフランスに移すことを発表した。同年3月のロンシャン開催から本格参戦し、4月15日にはG3のグロット賞を勝ち、同年初のフランス重賞初制覇を達成した。10月7日の凱旋門賞ウィークエンドではアベイ・ド・ロンシャン賞にインペリアルビューティーで勝利し、同年初のフランスG1制覇を達成。同じ日の凱旋門賞ではサガシティに騎乗し、3着に入る健闘を見せた。武は「2001年のフランス滞在で最も印象に残ったレースは?」と質問されたら迷うことなくこの凱旋門賞と答えるという。フランス長期滞在中、落馬骨折による1か月半のブランクがあったが、最終的にはフランスでG1勝ちを含む35勝を挙げ、武本人曰く「まずまずの成績」を残した。翌2002年も長期滞在を継続し、フランスで重賞4勝を挙げている。
2003年には地方競馬の交流GI全レースで騎乗し中央・地方における全GIレースに出場。東京大賞典（連覇）を含む交流GI・3勝を挙げる。
2004年12月、香港ハッピーバレー競馬場で勝利し、海外通算100勝を達成した。
武は自身の様々な海外での騎乗経験を踏まえ、若い騎手達の海外への積極的な挑戦に期待を寄せ、次のようなメッセージを送っている。「海外で騎乗するチャンスがあるなら日本で経験を積んでからなんて考えずにどんどん挑戦した方がいい。長く日本を留守にして騎乗馬がいなくなることを恐れていたら何もできない。チャレンジする騎手が登場するのを楽しみに待っています」。

#### 落馬事故と成績低迷（2010年 - 2012年）
2010年3月27日、阪神競馬場で行われた毎日杯でザタイキに騎乗。最後の1ハロンに差しかかった時、ザタイキが故障発症(左中手骨開放骨折＝予後不良)し転倒。武は頭からコースに叩きつけられるように落馬した。この落馬事故により、武は左鎖骨遠位端骨折、腰椎横突起骨折、右前腕裂創の重傷を負い、全治半年と診断された。特に左鎖骨遠位端骨折の症状が重く、鎖骨を骨折したというより肩関節が破壊されたような負傷であった。3月30日、左肩にプレートを入れる手術を受け、4月2日には退院してすぐに歩けるようにはなった。しかし左肩は全く動かすことができず、しばらくは患部をプレートで固定して治癒するのを待つしかなかった。武は当初、5月に復帰する計画を立てていたが、5月1日の時点でまだ左肩の可動域が極度に小さく、ジャケットを羽織るのにも他人の手を借りねばならない状態であり、さらには医師からリハビリの許可も出ていなかった。ゴールデンウィーク明けにようやくリハビリの許可が下り、日本ダービー前の復帰を目指し、左肩の可動域を広げるためのリハビリを続けたがすぐには症状は好転せず、5月16日、ヴィクトワールピサでの日本ダービーの騎乗を断念した。これにより、同一クラシック最多騎乗記録更新まであと3回と迫っていたものの、17年連続でストップし、その記録の更新も叶わなくなったが、当面はリハビリに専念することを発表した。武は馬に乗れないと何もすることがなく「俺は競馬で乗ることしかできない人間なんだな」と改めて痛感させられたという。6月中旬、左肩のプレートを除去する手術を受け、リハビリのピッチが上がった。7月に入ると左肩の可動域が広がり、回復の兆しを見せた。7月22日、栗東トレセンで約4か月ぶりに馬に騎乗。小学校5年生の時に乗馬を始めてからこれほど長い間馬に乗らなかったのは初めてだったという。8月1日、小倉競馬場で127日ぶりに実戦復帰した。復帰後初めてパドックに姿を現すと、復帰を待ち望んでいたファンから拍手と歓声が沸き起こった。しかし後に武は、「あの時はまだ左肩の状況が悪く、誤魔化しながら乗っていたところがあったかもしれません」と、怪我を抱えたまま無理して復帰したことを告白している。その影響からか、復帰後は思うように勝てない日々が続き、2010年は年間69勝。2011年はデビュー以来最低の年間64勝。2012年はその前年をさらに下回り、年間56勝に終わった。武はこの時期の成績低迷について、「年間200勝していたのが数年後に年間50勝になるのは正直きつかった。『武豊』でも結果が出ないとこういう状況になる。シビアな世界だからしょうがないんですが、2011年、2012年あたりは競馬が楽しくなかった気がします」と当時の苦しかった心境を回顧している。しかしその苦境の真っ只中にいながらも、「『武豊』の真価が今問われているんだぞ」と自分を叱咤激励し続けていたという。

#### 苦境からのダービー制覇、そして通算4000勝達成（2013年 - 2018年）
2013年3月、キズナで毎日杯を勝利。武はこの勝利により、3年前の同レースで落馬した時から抱いていた嫌なイメージを払拭し、吹っ切れたという。同馬は次の京都新聞杯も勝利し、日本ダービーの有力候補となった。そして迎えた5月26日の第80回日本ダービーでは、1番人気に応えてキズナをダービー馬に導き、武自身の持つ日本ダービー最多勝記録を「5」に更新した。14万人近いファンの「ユタカコール」につつまれて勝利騎手インタビューでスタンド前に立った武に対し、多くのファンから「お帰り」の声がかけられた。武はその声に「僕は帰ってきました!」と力強く応えた。この言葉は事前に用意していた言葉ではなく、ファンの「お帰り」の声が胸に響いて自ずから出た言葉だったという。武は苦境の中で掴んだこの5度目の日本ダービー勝利について、「キズナで日本ダービーを勝てたことは僕のジョッキー生活において分岐点となっています。それぐらい大きい勝利でした」と後に語っている。武はこの年、GI2勝、重賞11勝、年間勝利数97勝と前年から大幅に成績を向上させ、低迷期を脱した。2015年、年間106勝を挙げて6年ぶりに年間100勝を達成。2016年と2017年はキタサンブラックとコンビを組んで計GI6勝を挙げ、同馬を2年連続年度代表馬に導くなど大舞台で存在感を示した。2018年9月29日、阪神競馬場で行われた芦屋川特別でメイショウカズヒメに騎乗して勝利し、JRA通算21235回目の騎乗で前人未踏のJRA通算4000勝を達成した。次なる目標を問われた武は、「明日のレースです。早く4001勝をしたいです」と笑顔で答えた。

#### 50代に突入、そして史上最多6度目のダービー制覇へ（2019年 - 現在）
2019年3月15日、50歳の誕生日を迎え、50代に突入。10月20日、ワールドプレミアで菊花賞を勝利し、50歳7カ月6日での史上最年長菊花賞制覇を達成。史上最年少と史上最年長で菊花賞を勝利した騎手となった。また、この勝利で、昭和・平成・令和の3元号に跨いでGI競走を優勝した史上初の騎手となる。11月23日、4年ぶり通算22度目となる年間100勝を達成、50代では増沢末夫、岡部幸雄に次ぐ史上3人目の記録となった。11月30日、JRA年間勝利数を104とし、岡部幸雄が保持していた50代騎手の年間最多勝記録を更新。最終的に年間111勝まで記録を伸ばし、騎手リーディング3位に入る活躍を見せた。2020年11月15日、2年連続・通算23度目となるJRA年間100勝を達成。12月12日、JRA年間勝利数を112とし、前年に自身が記録した50代での年間最多勝記録を更新。最終的には直近10年で最多の勝ち数となる115勝まで記録を伸ばした。
2022年5月29日、第89回東京優駿をドウデュースで制し自身の所有していた日本ダービー最多記録を「6」に更新した。同レースでドウデュースの走破タイムは2:21.9のダービーレコードでの勝利になる。
今回の勝利をもって20代、30代、40代、50代の4代に渡って日本ダービーを勝利した事になる。53歳2か月15日での日本ダービー勝利はそれまでの増沢末夫の48歳7か月6日を塗り替えて史上最年長記録である。
2023年2月4日、小倉1Rの3歳未勝利戦をスマートアイで制し前人未到のJRA通算4400勝を達成。この日は福永祐一の現役騎手として最後の小倉競馬場での騎乗日であった。同年4月2日（54歳0ヶ月19日）にはジャックドールで大阪杯を制覇。これにより岡部の持っていた最年長GI勝利記録（53歳11ヶ月28日）を更新した。同年10月29日、東京競馬第5競走騎乗後の装鞍所で腹帯を外そうとした際に騎乗馬に蹴られて右脚を負傷し、以降の騎乗をキャンセルした。これにより第168回天皇賞（秋）はドウデュースに騎乗予定であったが乗り替わりとなった。同年12月16日に復帰すると、翌週12月24日、ドウデュースで第68回有馬記念に騎乗し1着となった。これにより池添謙一に並ぶ有馬記念最多タイの4勝目であり、同時に20代、30代、40代、50代の有馬記念制覇者となる。
2024年10月27日、ドウデュースで第170回天皇賞を制覇し、保田隆芳に並ぶ秋の天皇賞の最多勝利タイとなる7勝及び55歳7ヶ月12日での本競走歴代最年長勝利を挙げた。同年11月1日、日本中央競馬会所属騎手として柴田善臣に次いで2人目となる黄綬褒章受章。
2025年8月9日、ナリタヒカリで札幌第8レースを勝利しJRA通算4600勝を達成

## エピソード・逸話

### 競馬に関して
- 子供のころの憧れの騎手は福永洋一であった[12]。洋一と邦彦に多年の親交があった事、また福永家と武家は家が斜向かい[88]であった事もあり、毎年正月には洋一から多額のお年玉をもらっていた事も語っている。
- 20歳の時、自身が初めてアメリカに遠征した時、朝の調教で最初に騎乗したのが、1990年のケンタッキーダービー馬のアンブライドルドだった。初めて跨った時には「古馬かと思った」と語っており、調教後スタッフに「この馬は何勝しているのか」と聞いたところ「まだデビュー前だ」と言われて驚いたという。
- 天皇賞は春秋合わせて前人未到の通算15勝を挙げており、春が8勝秋が7勝である[38]。天皇賞（春）では1989年から1992年までの4連覇を達成し『平成の盾男』と呼ばれている[38]。
- デビュー戦で騎乗したアグネスディクターは本来前開催で出走させるローテーションであったが、師であった武田作十郎が武のデビュー戦に合わせ出走させたという。コースを回ってくるだけで勝てる程に馬体は仕上がっていたが、4コーナーで少しインへ切り込んだと同時に後方で南井克巳が落馬し審議ランプが点灯した。武はそれに動揺して馬体をアウトへ膨らませてしまい、追い出すタイミングが微妙に遅れ、勝利を逃した。レース後に南井の落馬は武のコース取りとは関係無いと判明したが、武は一生に一度しか存在しない「初騎乗初勝利」を逃した事が心残りであると悔やみ、もしもやり直しが出来るレースがあればこのデビュー戦が間違いなくやり直したいレースの一つであると語っている[20]。
- 1998年、サイレンススズカに騎乗して臨んだ第118回天皇賞（秋）で、レース中に故障したサイレンススズカを安楽死で喪った。レース終了後のインタビューでは「予兆が全くなかった。突然来た。可哀想でならない。」と寂しそうにコメントした。レース後の落胆ぶりは相当なもので、普段から酒に酔わないことで知られていた武はこの日、泣きながらワインを痛飲して泥酔し、その姿を目撃していた複数の一般人がいた。武本人も後に「泥酔したの、あの時が生まれて初めて」と振り返っており、同レースでテイエムオオアラシに騎乗していた福永祐一も当時について「あんな落ち込んだ豊さんを今まで見たことがなかった」と証言しているほどだった。サイレンススズカは武に強烈な印象を残した馬の一頭であると言え、後年インタビューにて「ディープインパクトに騎乗した武豊に挑むとしたら?」との問いに「サイレンススズカで挑む」と答えたという。
- 2007年12月23日、3歳以上500万下でタイガーマスクに騎乗し勝利、終了後の口取り撮影でタイガーマスクを装着した。
- 2011年にJRAでのGI連続勝利記録は途絶えてしまうがスマートファルコンで地方GI制覇は達成していた。しかし2018年、JRAでも地方でもGI勝利を挙げることは叶わず、ついにGI連続勝利記録が30でストップすることとなった。2020年もGI未勝利に終わっている。ただし連続重賞勝利記録は現在も更新中である。
- 2019年ダービー前のインタビューで一番好きな馬はシンボリルドルフで大ファンだったと明かしている。ルドルフの三冠レースは全部生で見ており、引退式も中山競馬場で観戦した。また、岡部が一冠、二冠、三冠と指を立てていくポーズはいつか自分もやりたいと憧れていたという（後年、ディープインパクトで実現）。ルドルフ三冠時の岡部の年齢が36歳で自身のディープでの三冠も36歳であったことも語っている[89]。
- 2019年7月30日に逝去したディープインパクトへ向けて、「ジョッキーを続けていくのがディープインパクトへの恩返し。あと10年は引退しません[90]」と語っている。
- 2020年1月自身のコラムの中で「心が震えたのは、ともに時代を駆け抜けた最大の友・ディープインパクトの死です。日本の競馬史上、最強馬と呼べる馬は、何頭かいると思いますが、僕にとっては、ディープインパクトが最大で最強、最速の名馬でした」と自身の思う最強馬について触れている[91]。また10月にはドラえもんのひみつ道具を1つもらえるなら「“タイムマシン”です。 （中略） 使うのは未来ではなく過去。それも、一度だけでいい。 （中略） 2006年10月1日。ディープインパクトが出走した、凱旋門賞の日付です。 （中略） なぜ、勝たせてあげられなかったのか――今でも夢で見るほど、悔しさだけが残っています」と語っている[92]。同馬については他にも「僕はずっとこういう馬を探していた気がする。すごくシンプルに、走るのが速い馬。スピードがあるとか持久力があるとか、全てを通り越して、圧倒的に足の速い馬が現れるのを待っていた。」「強くて、速くて、かっこいい。どんな距離でも、どんな条件でも、どんな状況になっても勝ち切る。こんな馬が本当にいたらいいのになぁ。彼は、そんな思いを体現して僕の前に現れたヒーローでした[93]。」「キズナの日本ダービー勝利は、結果が出せず苦しんでいた僕へのディープインパクトからのプレゼントだと感じた」「ディープインパクト、キズナ、その孫の三代で日本ダービーを制す事、ディープインパクト産駒で凱旋門賞を勝利する事は夢」とも語っている[94]。同馬が種牡馬生活をスタートさせると「普段乗っていた馬には会いに行かないがディープインパクトは毎年夏に会いに行っていた[95]」とその後の交流にも触れた。2006年 第51回有馬記念ラストラン後は「僕は今でも世界一強い馬だと信じています。だってディープの一番のファンは僕ですから」「一言で言い表すのは難しいですが、本当に特別な馬でした」と想いを語り、ディープインパクトに何度もキスをするという彼自身の公の場に於いては非常に珍しい光景も観られた。
- 騎乗時に装着するジョッキーブーツは荒川靴店のもの[96]。父・邦彦も荒川靴店が製作したブーツを使用しており、親子2代の付き合いとなる。
- 8種類全ての毛色の馬（鹿毛、黒鹿毛、青鹿毛、青毛、栗毛、栃栗毛、芦毛、白毛）で重賞レースを勝利している唯一の騎手である。

### その他
- 仲がいいオリビエ・ペリエとの対談で、武は「飛行機や新幹線で寝るようになった」と話している。とある日搭乗した飛行機のトラブルで出発時間が約3時間遅れていることに気がつかず、寝ていて起きた武が「もう着いた?」と聞くと同乗者が「まだ飛んでないよ笑」と返したと言う。[97]
- 妻の佐野量子との結婚式は1995年（平成7年）6月5日に京都のカトリック聖ヴィアトール北白川教会で[98]、伊集院静・篠ひろ子夫妻を立会人に行われた[99]。結婚披露宴は1995年11月20日に京都府の都ホテルで行われたが、これは「1000勝祝賀会」も兼ねたものだった[100]。この結婚式のために、SING LIKE TALKINGは「Spirit Of Love」を作曲した。佐野との間に子供はいない。
- 近所のゴルフコースへ父親のゴルフクラブを用いてラウンドしたことがあり、公にコースへ出て腕前を披露した際、優に100を切るスコアを叩き出し周囲を驚かせた[101]。
- 競輪選手の村上義弘とは親交が深く[102][103][104]、村上が2012年の「KEIRINグランプリ」を制覇した後に「2人でダービーとってお祝いしましょう」とお互いに約束を交わし[103]、武・村上ともに2013年の「ダービー」[注 11]を制覇して約束は現実のものとなった[103]。武自身も競輪に詳しく[103]、毎年のように「KEIRINグランプリ」を競輪場の現地で観戦していると武は語る[104]（実際はKEIRINグランプリ中継でのスタジオでのゲスト出演がほとんど）。
- 2013年に起きた競輪選手の移籍騒動（SS11騒動）[注 12]について「同じ公営競技に関わる者として五輪種目でもある競輪は誇り。レースに人間模様がにじみ、大人が真剣に自転車をこぐ姿が好きだ。今回の騒動はいったい誰が得をしたのか。選手にペナルティーを科すのもおかしい」と一競輪ファンとして苦言を呈した[105]。
- 阪神タイガースのファンであり、少年時代は野球をやっていた[101]。阪神の選手との親交も深い。2006年と2023年[106]には阪神甲子園球場で始球式を務めたこともある（ともに阪神-巨人戦。2006年の際はディープインパクトの主戦騎手だったため金子真人ホールディングスの勝負服で登場、打者は二岡智宏）。試合のテレビ中継のゲストとして出演した経験もある[107]。
- MLB・シアトル・マリナーズ会長付き特別補佐兼インストラクターのイチローとは1995年にラジオ番組で知り合ってから、自主トレを共にするなど約20年の付き合いがある[108]。イチロー現役最後の試合となった2019年3月21日のオークランド・アスレチックス戦（東京ドーム）にも現地で観戦していた[109]。2024年には、「JRA FUN」の公式YouTubeチャンネルで対談を行った[110][111][112][113][114]。他にも田中将大や、藤浪晋太郎とも親交がある。
- 2017年、TBSテレビの『炎の体育会TV』に出演（この時はキタサンブラックの主戦騎手だったため有限会社大野商事の勝負服で登場）。成功すれば夢を叶えられる「プレッシャースプーン」に挑戦するにあたり「叶えたい夢は何か？」と問われ、「吉野家の牛丼を食べること」と答えた。ゲームは１発で成功させ、後に番組内で吉野家に入店した際、初めて訪れたため注文システムが分からず勝俣州和に助けを求める場面があったが、牛丼（アタマの大盛り）を頬張り「これか！吉野家って！」という感想を残した。
- 2005年（平成17年）、「ベストスマイル・オブ・ザ・イヤー2005」受賞[115]。
- 2005年（平成17年）、雑誌「Sports Graphic Number」が選ぶ2005年度のMVPを受賞した[116]。
- 愛知県知多郡にある武豊町 （たけとよちょう）から、「同姓同名」の縁ということで1989年に一日町長を要請されたことがある[117]。1999年にも武豊町から招かれトークショーが企画された[118]。また、JR武豊駅に一時期、武のサイン色紙が掲示されていたことがある。
- 幼少時の頃の競馬界には「タケユタカ」という馬が存在した。
- 2020年（令和2年）、しがスポーツ大使に就任[119]。
- ハローキティのファンであり、ヘルメットの後ろに「隠しアイテム」を着けて騎乗することもある[120]。
- 車好きであり、愛車はメルセデス・ベンツ・Sクラスクーペとメルセデス・ベンツ・EQCである。[121]
- 嫌いな食べ物はニンジン。理由は少年時代の項にもあるが幼少の頃から馬と生活しており、ニンジンは馬のエサという感覚ができたため子供の頃から嫌いになっている。なお、同様の理由で、幸四郎もニンジンが嫌い。他にもうずらの卵（特に黄身）が嫌いである。
- 2024年1月6日、自身が監修したチキンカレー「YUTA curry」が京都競馬場のターフィーショップで発売された[122]。発売当初に完売し、再販時は購入個数制限が設けられるほどの人気で約3万個を売り上げた。同年10月5日からは第2弾として辛みを引き上げた「俺の辛さバージョン（俺辛）」を京都競馬場ターフィーショップのみでの各日数量限定で販売[123]。

## 騎乗成績

### 年表
※なおこの年表には騎乗成績以外の事柄も記述していく。
1987年
3月7日、1回阪神3日第3競走のダイナビショップで初勝利を挙げる。
11月14日、リードトライデントで59勝目を挙げ、加賀武見が保持していた新人最多勝記録を27年ぶりに更新。
この年最終的に69勝まで記録を伸ばし、最多勝利新人騎手を受賞した。この新人最多勝記録は2008年に三浦皇成が更新するまで21年間保持された。
1988年
4月16日、史上最年少（19歳1ヶ月）でJRA通算100勝達成。 (史上最速記録は2009年2月7日に三浦皇成が更新) 。
11月6日、菊花賞をスーパークリークで勝利し初のGI競走勝利を飾る。史上最年少（19歳8か月）のクラシック制覇達成であった。
この年113勝を挙げ、史上最年少で関西リーディングジョッキーとなる。
1989年
3月4日、史上最速・最年少 (19歳11か月) でJRA通算200勝達成。
4月29日、イナリワンで天皇賞春を勝利し、天皇賞春、初騎乗初勝利を達成。
9月2日、アーリントンパーク競馬場でグランマジーに騎乗し海外初勝利。
10月29日、スーパークリークでオグリキャップを負かし、天皇賞秋を制覇。
11月25日、史上最速・最年少 (20歳8か月) でJRA通算300勝達成。
この年133勝を挙げ、初のJRA全国リーディングジョッキー(最多勝利騎手)を獲得し、さらに獲得賞金が23億1241万円と初の20億越えを達成し最多賞金獲得騎手も受賞した。
1990年
4月29日、スーパークリークで天皇賞春を制覇し、自身天皇賞3連覇(天皇賞春は2連覇)を成し遂げ、「平成の盾男」と呼称されるようになる。
5月13日、オグリキャップに初騎乗し、安田記念を制する。
8月5日、史上最速・最年少 (21歳5か月) でJRA通算400勝達成。
8月16日、フランス・ドーヴィル競馬場でレジデントに騎乗してモン・カニシー賞を制し、ヨーロッパ初勝利。
12月16日、父である武邦彦調教師の管理馬バンブーメモリーに騎乗し、スプリンターズステークスを制覇。武親子コンビでGI制覇を達成。
12月23日、オグリキャップに騎乗し、有馬記念を制覇。同馬のラストランを勝利に導く。
この年116勝を挙げ、2年連続2度目のリーディングジョッキーを獲得。
1991年
4月28日、メジロマックイーンに騎乗して天皇賞春を3連覇。メジロ関係者悲願の天皇賞親子3代制覇に導いた。
7月21日、史上最速・最年少 (22歳4か月) でJRA通算500勝達成。
8月22日、アメリカ・サラトガ競馬場のセネカハンデキャップ (G3) でEl Senor （エルセニョール） に騎乗し、初めての海外グレード競走（およびグループ競走）制覇を達成。
10月27日、天皇賞秋でメジロマックイーンに騎乗し、1位入線するも進路妨害の判定で18着に降着。GIでの1着馬の失格・降着は史上初。
この年天皇賞秋で降着後にスランプに陥り、デビュー以来最悪の42連敗を喫した(12月は0勝)。最終的な勝ち鞍は96にとどまり、リーディングジョッキーの座を岡部幸雄に明け渡した。
1992年
3月1日、所属していた武田作十郎厩舎の解散に伴い、フリー騎手となる。
4月26日、天皇賞春でメジロマックイーンに騎乗し、「天下分け目の決戦」と言われたトウカイテイオーとの対決を制し、騎手として史上初の天皇賞春4連覇を達成。
8月29日、史上最速・最年少 (23歳9か月) でJRA通算600勝達成。
この年130勝を挙げ、3度目のリーディングジョッキーに返り咲いた。
1993年
4月17日、史上最速・最年少 (24歳1か月) でJRA通算700勝達成。
この年桜花賞、皐月賞、優駿牝馬と春のクラシックを3連勝するなどクラシック戦線で存在感を見せつけた。最終的に137勝を挙げ、2年連続4度目のリーディングジョッキーを獲得。さらに自身初のフェアプレー賞を受賞した。
1994年
1月6日、史上最速・最年少 (24歳10か月) でJRA通算800勝達成。
1月に月間最多勝利記録23勝達成。
2月19日、1日最多勝タイ記録となる6勝達成。
7月23日、アスコット競馬場（イギリス）で開催されたキングジョージ6世&クイーンエリザベスステークスにホワイトマズルで初騎乗し、2着となる。
9月4日、ロンシャン競馬場（フランス）で開催されたムーラン・ド・ロンシャン賞でスキーパラダイスに騎乗し、JRA所属の騎手としては初めての海外G1競走勝利を達成する。
9月11日、ツルマルガールで朝日チャレンジカップを勝ち、史上最速・最年少 (25歳5か月) でJRA通算900勝達成。
10月2日、エリンバードでオペラ賞（仏ＧⅡ）に挑戦し、1位入線するも降着。日本人騎手史上初の海外重賞降着となる。
この年海外遠征で日本を留守にすることも多かったが、134勝を挙げ、3年連続5度目のリーディングジョッキーを獲得した。また、この年初めて勝率で岡部幸雄を上回り、自身初の最高勝率騎手を受賞したが、獲得賞金では岡部幸雄を下回り、騎手大賞(勝利数、勝率、獲得賞金3部門で全て1位)受賞はならなかった。
1995年
5月6日、スキーキャプテンで日本人騎手として初めてケンタッキーダービーに参戦(結果は14着)。
5月14日、外国馬ハートレイクで安田記念を勝利。史上初のJRA騎手騎乗の外国馬によるJRAGI制覇を達成。
7月23日、史上最速・最年少 (26歳4か月) でJRA通算1000勝を達成。
この年前年と同じく134勝を挙げ、4年連続6度目のリーディングジョッキーを獲得した。
1996年
4月13日、史上最速・最年少 (27歳1か月) でJRA通算1100勝達成。
4月14日、2度目となる1日最多勝タイ記録6勝達成。
10月19日、シーキングザパールでデイリー杯3歳S（ＧⅡ）優勝し年間重賞勝利記録が14となり、河内洋が保持していた年間重賞最多勝記録13を8年振りに更新。また史上初の4週連続重賞勝利。さらに3度目となる1日最多勝タイ記録6勝達成。
11月3日、菊花賞をダンスインザダークで勝利。年間重賞最多勝記録を15勝に更新。
11月9日、史上最速・最年少 (27歳7か月) でJRA通算1200勝達成。
この年159勝を挙げ、岡部幸雄が保持していた年間最多勝記録(138勝)を更新。さらに年間最多騎乗機会755回達成。5年連続7度目のリーディングジョッキーを獲得。獲得賞金も32億1238万円と史上初の30億円を突破。
1997年
3月2日、ランニングゲイルで弥生賞を優勝。同日、弟の武幸四郎もオースミタイクーンでマイラーズカップを優勝し、グレード制が導入されて以降JRA史上初となる兄弟騎手同日重賞制覇を達成。
5月28日、バトルラインで船橋・かしわ記念（統一ＧⅢ）優勝し、交流重賞初勝利。
6月28日、史上最速・最年少 (28歳3か月) でJRA通算1300勝達成。
7月5日、マイネルブリッジで七夕賞を優勝し、福島競馬場での初重賞制覇。
7月12日、小倉11RのサマーＳをマヤノデンプシーで勝利し、7日連続メインレース勝利記録達成。
7月20日、ダンディコマンドで北九州記念を優勝し、史上最速・最年少 (28歳4か月) でJRA重賞通算100勝達成。
7月27日、アグネスワールドで函館3歳ステークスを優勝し、28歳4ヶ月の史上最速・最年少で安田富男以来史上2人目の中央競馬全10場重賞制覇達成。同年7月5日の福島競馬場での初重賞制覇にて全10場重賞制覇リーチよりわずか22日での達成。
8月17日、エアグルーヴで札幌記念を優勝し年間最多重賞勝利記録を16勝に更新。最終的に年間最多重賞勝利記録は19勝に更新。
この年168勝を挙げ、自身が前年に樹立した年間最多勝記録を更新。6年連続8度目のリーディングジョッキーを獲得。さらに勝利数、勝率、獲得賞金の3部門全てで1位となり、自身初の騎手大賞を受賞した。
1998年
1月24日、史上最速・最年少 (28歳10か月) でJRA通算1400勝達成。
6月7日、スペシャルウィークで東京優駿 (日本ダービー) を優勝。自身初の東京優駿制覇を果たした事により、史上4人目のクラシック競走完全制覇、保田隆芳に続き史上2人目となる八大競走完全制覇達成。
8月1日、4度目となる1日最多勝タイ記録6勝達成。
8月9日、ドーヴィル競馬場（フランス）で開催されたモーリス・ド・ギース賞でシーキングザパールに騎乗し優勝。同馬を日本調教馬初の海外G1制覇に導く。
8月23日、史上最速・最年少 (29歳5か月) でJRA通算1500勝達成。
10月25日、エイシンキャメロンでデイリー杯3歳Sを優勝し、騎乗機会最多の6週連続重賞勝利達成。
10月26日、ファレノプシスで秋華賞を優勝し、3歳限定GI完全制覇。同時に騎乗機会連続重賞勝利回数最多の6回達成。
12月26日、アドマイヤベガでラジオたんぱ3歳Sを優勝し、年間最多重賞勝利記録を22勝に更新。
この年169勝を挙げ、自身の年間最多勝記録をさらに更新。7年連続9度目のリーディングジョッキーを獲得し、2年連続2度目の騎手大賞を受賞。また自身が保持していた年間最多重賞勝利記録を22に更新した。
1999年
3月28日、史上最速・最年少 (30歳1か月) でJRA通算1600勝達成。また1週最多騎乗機会記録23鞍達成。
6月6日、アドマイヤベガで東京優駿 （日本ダービー） を優勝し、史上初となる日本ダービー連覇達成。
9月8日、騎乗機会連続週勝利が169週でストップするが最多記録となる。
10月11日、ニホンピロジュピタで盛岡・マイルＣＳ南部杯（統一GI）優勝し、交流GI初優勝。
10月30日、史上最速・最年少 (30歳7か月) でJRA通算1700勝達成。
10月31日、11月28日スペシャルウィークで史上初天皇賞・秋、ジャパンカップ連勝。東京の芝GI完全制覇となる。
この年自身の最多勝記録をさらに更新する178勝を挙げ、8年連続10度目のリーディングジョッキーの座につき、3年連続3度目の騎手大賞を受賞。またフランスのレトロワゼトワル協会制定の虹の鞭賞（国際優秀騎手賞で世界一に認定）となる。
2000年
4月23日、史上最速・最年少 (31歳1か月) でJRA通算1800勝達成。
この年騎乗拠点をアメリカに移しながらも日本でも精力的に騎乗し、年間130勝を挙げ、9年連続11度目のリーディングジョッキーを獲得。4年連続4度目の騎手大賞を受賞した。
2001年
11月3日、史上最速・最年少 (32歳7か月) でJRA通算1900勝達成。
11月11日、トゥザヴィクトリーでエリザベス女王杯を優勝し、史上初のJRA牝馬限定GI完全制覇。
12月16日、香港ヴァーズをステイゴールドで優勝し、日本産馬で日本調教馬として初の海外G1制覇に導く。
この年3月から9月までフランスの名門ジョン・ハモンド厩舎の主戦騎手として招かれ騎乗拠点をフランスに移していたため、国内での騎乗数355鞍、年間勝利数65勝にとどまり、リーディングジョッキー獲得はならなかった。
2002年
2月23日、阪神競馬第9競走で史上最速・最年少で通算1万回騎乗達成。現在は松山弘平が更新している。
5月26日、タニノギムレットで東京優駿 （日本ダービー） を優勝し、史上初となる東京優駿 （日本ダービー） 3勝目を挙げる。
9月21日、史上最速・最年少 (33歳6か月) でのJRA通算2000勝達成。
10月20日、騎乗機会連続9連対及び一日騎乗機会連続9連対の新記録達成。
11月24日、1開催（4回中山と5回京都）で計22勝の最多勝タイを記録。
12月7日、阪神競馬場でJRA新記録(世界タイ記録)となる1日8勝を達成。
この年騎乗拠点の半分をフランスに置き、さらに落馬骨折によるブランクがあったため、国内での騎乗数は457鞍にとどまったが、年間133勝(勝率は自己最高の2割9分1厘を記録)を挙げ、12度目のリーディングジョッキーを獲得し、5度目の騎手大賞を受賞した。
2003年
3月2日、史上最速・最年少 (33歳11か月) でJRA通算2100勝を達成。
9月14日、史上最速・最年少 (34歳5か月) でJRA通算2200勝を達成。
11月16日、史上初となるエリザベス女王杯3連覇。
12月27日、当時「不可能」とも「夢」とも言われていたJRA史上初となる年間200勝を達成 。
この年日本に騎乗拠点を戻し、年間204勝を挙げて4年ぶりに自身の最多勝記録を更新。2年連続13度目のリーディングジョッキーを獲得し、6度目の騎手大賞を受賞した。さらに年間を通じてJRA・地方における全GIへの騎乗を達成し、年間交流重賞最多勝12勝を記録。地方を含めた獲得賞金で45億2119万円と初の40億円を突破した。東京競馬記者クラブ賞・関西競馬記者クラブ賞を同時受賞。
2004年
1月12日、グレイトジャーニーでシンザン記念を優勝し同レース3連覇。
2月15日、史上最速・最年少 (34歳11か月) でJRA通算2300勝を達成。
3月31日、川崎11Rをエアデデューで勝利し、JRA所属騎手として初の地方競馬通算100勝を達成。
8月22日、史上最速・最年少 (35歳5か月) でJRA通算2400勝を達成。
11月14日、アドマイヤグルーヴでエリザベス女王杯を優勝し、史上初となる同競走4連覇を達成。
12月8日、香港のハッピーバレー競馬場で行われたインターナショナルジョッキーズチャンピオンシップをCHERISHEDで勝利し、海外通算100勝を達成。
12月12日、中央競馬で年間200勝を達成。
この年211勝を挙げ、前年自ら樹立した最多勝記録を記録を更新。3年連続14度目のリーディングジョッキーを獲得し、7度目の騎手大賞を受賞した。また日本中央競馬会創立50周年記念式典において、競馬功労者として農林水産大臣感謝状を授与される。
2005年
1月10日、ペールギュントでシンザン記念を優勝し、同レース4連覇達成。
1月23日、史上最速・最年少 (35歳10か月) でJRA通算2500勝を達成。また1月5日から1月23日にかけての1場での1開催最多勝21勝達成。
2月26日、ビッグプラネットでアーリントンカップを優勝し、中央競馬史上初の重賞競走通算200勝を達成。
5月29日、ディープインパクトで東京優駿 （日本ダービー） を優勝し、同競走4勝目を挙げる。またこの勝利により、年間100勝最速記録を更新する。
7月17日、史上最速・最年少 (36歳4か月) でJRA通算2600勝を達成。
9月4日、アルーリングボイスで小倉2歳Sを優勝し、小倉大賞典、北九州記念、小倉記念に続き史上初の同一年小倉開催平地重賞完全制覇。
9月24日、1日の騎乗機会6連勝のJRA新記録を達成。また、前開催の11RローズSから含めると騎乗機会7連勝となり、同一日以外での新記録も達成した。
9月25日、1節12勝のJRA新記録を達成。さらに9月10日から10月2日にかけて1開催（8日間）の複数競馬場における勝利数記録を26勝（中山4勝、阪神20勝、札幌2勝）とし自身が持つ記録の24勝を更新した。
10月23日、ディープインパクトで第66回菊花賞を制覇し、中央競馬クラシック三冠を達成。21年ぶり史上2頭目となる無敗の三冠馬に導く。またこの勝利により、GI通算50勝を達成。
12月18日、アドマイヤグルーヴで阪神牝馬Sを優勝し、史上初の同一年毎月重賞勝利達成。
この年3年連続200勝を達成し、最終的に212勝を挙げ、自身が前年に樹立した最多勝記録を更新。4年連続15度目のリーディングジョッキーを獲得し、8度目の騎手大賞を受賞。獲得賞金も44億1404万2000円とJRAのみで史上初の40億円を突破。地方を含めると50億円を獲得した。さらにJRA新記録であるGI年間6勝(地方統一GIを加えると11勝)を記録。自身が樹立した年間最多重賞勝利記録を23に更新するなど、記録ずくめの年となった。また、競馬関係者として初めてSports Graphic Number年間MVP賞を受賞。
2006年
1月8日、京都競馬第9競走 (騎乗馬フサイチジャンク) にて史上最速・最年少 (36歳10か月) でJRA通算2700勝を達成。
1月21日、若駒Sをフサイチジャンクで勝利し、史上初の同一特別競走5年連続優勝を達成。
2月5日、アドマイヤムーンで共同通信杯を優勝し、デビュー以来20年連続重賞勝利達成。
7月23日、小倉競馬第12競走にて史上最速・最年少 (37歳4か月) でJRA通算2800勝を達成。
この年4年連続200勝達成はならなかったが、GI6勝を含む178勝を挙げ、5年連続16度目のリーディングジョッキーを獲得し、9度目の騎手大賞を受賞。
2007年
3月25日、スズカフェニックスで高松宮記念を優勝し、20年連続GI勝利。
4月21日、京都競馬第7競走にて史上最速・最年少 (38歳1か月) でJRA通算2900勝を達成。
6月9日、史上3人目の通算14,000回騎乗を達成。
7月21日、JRA歴代最多勝記録を更新する2944勝（これまでの記録は岡部幸雄の2943勝）を達成。
8月11日、騎手招待競走のシャーガーカップ (ステイヤーズ) を勝ち、アスコット競馬場で日本人騎手の初勝利を挙げる。
11月3日、京都競馬第1競走で史上初となるJRA通算3000勝を達成 (38歳7か月) 。
11月24日、ヴァーミリアンでジャパンカップダートを優勝し、重賞250勝とGI60勝を同時達成。
この年156勝を挙げ、6年連続17度目のリーディングジョッキーを獲得。しかし安藤勝己に勝率で及ばず、騎手大賞は受賞できなかった。
2008年
5月10日、京都競馬場における通算1000勝を達成。
6月15日、JRA通算3100勝を達成 (39歳3か月) 。
10月18日、史上2人目の通算1万5000回騎乗を達成。
11月2日、天皇賞秋をウオッカで勝利。春秋あわせて天皇賞11勝目を挙げ、保田隆芳が保持していた天皇賞最多勝利記録(10勝)を更新した。
この年重賞勝利数3勝にとどまるなど精彩を欠いた年であったが、年間143勝を挙げ、7年連続18度目のリーディングジョッキーを獲得。
2009年
4月12日、JRA通算3200勝を達成 (40歳1か月) 。
6月27日、阪神競馬場における通算1000勝を達成。
10月22日、エーデルワイス賞（門別）を勝って地方交流重賞牝馬限定戦の完全制覇達成。
11月3日、名古屋・JBCクラシック(統一JpnI)をヴァーミリアンで優勝し共に3連覇。
12月13日、JRA通算3300勝を達成 (40歳9か月)。
この年リーディングジョッキー争いで前半から内田博幸の後塵を拝し、後半に追い上げるも、最終的には140勝で内田博幸に6勝届かず、リーディングジョッキーの座を明け渡した。
2010年
4月12日、日本騎手クラブの東西役員総会で柴田善臣の後任として会長に選出、同年9月に関西所属騎手として初の会長へ就任した。
11月3日、船橋・JBCクラシックをスマートファルコンで優勝し4連覇。
11月28日、ローズキングダムでジャパンカップを勝利。23年連続でJRA主催GI競走勝利を達成。
この年の毎日杯で落馬負傷による長期休養が響き、年間69勝に終わった。
2011年
6月4日、JRA通算3400勝を達成 (42歳3か月)。
11月3日、大井・JBCクラシックをスマートファルコンで連覇し前人未踏の同レース5連覇。
この年JRA主催のGI競走での勝ち鞍はなく、23年連続で続いたJRA主催GI競走勝利記録が途切れる。
2012年
2月12日、トレイルブレイザーで京都記念を優勝し、デビューから続いている連続重賞勝利記録を26年に更新する。
11月18日、サダムパテックでマイルチャンピオンシップを初優勝。同時に2年ぶりにJRA主催のGI競走を制する。
2013年
1月13日、JRA通算3500勝を達成 (43歳10か月)。
5月26日、キズナで東京優駿 (日本ダービー)を優勝し、自身の史上最多記録を更新する同競走5勝目を挙げる。
11月17日、トーセンラーでマイルチャンピオンシップを勝利し、GI級競走100勝 (地方交流、海外含む) を達成する。
2014年
1月26日、メイショウインロウで史上初のJRA通算3600勝達成（44歳10か月）。
2月9日、トーセンスターダムできさらぎ賞を優勝し、デビューから続いている連続重賞勝利記録を28年に更新。岡部幸雄が持つJRAでの連続重賞勝利記録に並ぶ（デビュー年からの連続記録は既に更新している）。
10月14日、京都競馬12競走でピエナトップガンに騎乗。JRA通算騎乗数を18,648回とし、岡部幸雄が保持していたJRA最多騎乗記録を更新した。
2015年
1月11日、グァンチャーレでシンザン記念を優勝し、デビューから続いている連続重賞勝利記録を29年にし、岡部幸雄の持つ騎手の最多連続年重賞勝利記録28年も更新した。
3月8日、ローズマンブリッジでJRA通算3700勝達成 (45歳11か月) 。
10月3日、アウォーディーでシリウスステークスを優勝し、史上初のJRA重賞300勝達成。
2016年
1月24日、ディサイファでアメリカジョッキークラブカップを初優勝し、デビューから続いている連続重賞勝利記録を30年に更新。
1月31日、エイシンニトロでJRA通算3800勝達成。
9月4日、小倉競馬第1競走でベルウッドカペラに騎乗し、JRA初の通算騎乗数2万回を達成。
10月4日、ケイティブレイブで白山大賞典を優勝し、地方全場での交流重賞制覇を達成。
2017年
1月5日、エアスピネルで京都金杯を優勝し、デビューから続いている連続重賞勝利記録を31年に更新。
4月30日、キタサンブラックで天皇賞（春）を優勝し、同レース8勝目を挙げた。これにより保田隆芳が天皇賞（秋）で達成した7勝を抜き、同一のJRA・GI競走での最多勝利記録を更新した。
6月24日、メイショウヴォルガで阪神3Rを制し、JRA通算3900勝を達成。
9月10日、ソウル競馬場（韓国）で開催されたコリアスプリントをグレイスフルリープで優勝。韓国での初騎乗初勝利を達成。
10月9日、スマートレイアーで京都大賞典を制覇し、史上初の同一JRA重賞9勝達成。さらにGII競走100勝を達成。
12月11日、国際競馬統括機関連盟より2017年度ロンジンIFHA国際功労賞を受賞する。
12月24日、キタサンブラックにて有馬記念を勝利し、同レースでの3勝目を挙げた。これにより八大競走全レースで3勝以上の勝利を収めた。
2018年
1月6日、ブラックムーンで京都金杯を優勝し、デビューから続いている連続重賞勝利記録を32年に更新。
6月24日、宝塚記念でダンビュライトに騎乗し、JRA主催GI競走500回騎乗を達成。
9月29日、メイショウカズヒメでJRA通算4000勝を達成。
2019年
1月20日、インティで東海ステークスを優勝し、デビューから続いている連続重賞勝利記録を33年に更新。
2月17日、インティでフェブラリーステークスを逃げ切って優勝。約1年2ヶ月ぶりのGI制覇を達成。
4月26日、農林水産省より、農林水産大臣表彰を受賞する。
6月18日 - 22日のロイヤルアスコット開催にてアンバサダーに就任。長年にわたりアスコット競馬場との関係を築き、同競馬場の理事・役員会から高く評価されている武に対し、アスコットから就任依頼があったもの。
9月16日、パラーティウムでJRA通算4100勝を達成。
10月20日、ワールドプレミアで菊花賞を優勝。昭和・平成・令和の3元号においてGI競走および菊花賞を制覇した初の騎手となった。
11月4日、ヤマニンアンプリメでJBCレディスクラシックを優勝。同競走初勝利・JBC競走通算10勝を挙げるとともに、交流JpnI全競走制覇を達成。
11月30日、JRA年間勝利数を104とし、岡部幸雄が持つ50代騎手の年間最多勝記録を更新。最終的にこの年は111勝まで記録を伸ばした。
2020年
2月29日、サウジアラビア・キングアブドゥルアジーズ競馬場で行われたサンバサウジダービーをフルフラットで優勝。当地で日本人騎手初勝利を挙げ、自身海外9カ国目の勝利となった。
3月8日、報知杯弥生賞ディープンパクト記念をサトノフラッグで優勝し、デビューから続いている連続重賞勝利記録を34年に更新。
7月21日、スポーツ庁より令和元年度スポーツ功労者顕彰を受賞する。
8月9日、ドゥラモットでJRA通算4200勝を達成。
12月12日、JRA年間勝利数を112とし、前年に自身が到達した50代での年間最多勝記録を更新。最終的にこの年は115勝まで記録を伸ばした。
2021年
3月6日、チューリップ賞をメイケイエールで優勝し、デビューから続いている連続重賞勝利記録を35年に更新。
10月24日、阪神競馬場第9レース、スーパーウーパーでJRA通算4300勝を達成。
12月19日、朝日杯フューチュリティステークスをドウデュースで勝利し、2019年菊花賞以来のGI勝利とともに同競走初勝利を達成。
2022年
1月15日、愛知杯をルビーカサブランカで優勝し、デビューから続いている連続重賞勝利記録を36年に更新。
5月29日、東京優駿（日本ダービー）をドウデュースで優勝し、2013年のキズナでの勝利以来9年ぶりの同競走勝利を達成。53歳2か月15日での歴代最年長勝利となり、同競走歴代最多の6勝目を飾った。
7月13日、ジャパンダートダービーをノットゥルノで制し、2005年以来となる自身三度目の芝とダートのダブルのダービー制覇となった。また、この勝利によって自身の持つジャパンダートダービー最多勝記録を4に伸ばした。
2023年
1月8日、シンザン記念をライトクオンタムで優勝し、デビューから続いている連続重賞勝利記録を37年に更新。また、同重賞にてJRA重賞通算350勝を達成。
2月4日、小倉競馬場、第1レース、3歳未勝利戦スマートアイでJRA通算4400勝を達成。
4月2日、大阪杯をジャックドールで制し、JRA・GI通算80勝を達成。また岡部幸雄の持っていた史上最年長GI勝利記録を更新。
9月14日、10大会ぶりのゴールデンジョッキーカップに出場し、初優勝。自身に初のダービー制覇をもたらしたスペシャルウィークの勝負服で参戦した。
12月24日、第68回有馬記念をドウデュースにて優勝しJRA・G1通算81勝を達成。大阪杯で更新した最年長G1勝利記録をさらに更新。有馬記念4勝目は池添謙一に並び史上最多タイ。同競走の最年少勝利記録（1990年第35回）と最年長勝利記録を両方保持することとなった。
2024年
1月7日、京都2Rをメイショウタムシバで制し、京都競馬場での通算1400勝達成。JRA通算で1400勝に到達しているのは現役騎手で10人、引退騎手を含めても歴代25人しかいない勝利数をJRA通算4468勝（達成時点）の内、京都競馬場だけで達成する。
2月17日、京都牝馬ステークスをソーダズリングで制し、デビューから続いている自身の持つJRA重賞連続年勝利記録を38年に更新。
3月23日、毎日杯でスマートワイスに騎乗し、史上初のJRA重賞2000回騎乗を達成。
5月12日、東京2Rをウェットシーズンで制し、前人未到のJRA通算4500勝達成。「目の前の1勝に全力を尽くしてきた結果。デビューした時はまさかここまで勝てるとは全く想像もしていなかった。若手をはじめ、すごいジョッキーが日本にはたくさんいて、1つ勝つのも大変ですけれど、こうやって続けていられるのはすごく幸せで、今後も頑張っていきたいです」と気持ちを伝え、ダービーも最多6勝を挙げているが「まだ足りないですね」と満足はしておらず「勝ちたいレースは尽きないし、数字に限度もない。肉体的に悪いところは全然ない。次の1勝が目標です」とコメントした。
8月10日、札幌12Rをジョーメッドヴィンで勝利し、50代での勝利数が476勝となり、従来の記録である岡部幸雄の475勝を更新。
9月1日、夏のローカル開催が終了し、札幌で17勝をあげてデビュー38年目にして初めてのリーディングに輝き、函館と札幌を合わせた北海道トータルも29勝でトップとなり、こちらも初獲得。
9月19日、園田競馬場で開催された第31回ゴールデンジョッキーカップに優勝を飾った昨年と同様、スペシャルウィークの勝負服で参戦。3レースの合計42点を挙げて、第7･８回の岡部幸雄、第25･26回の田中学以来、3人目の連覇達成。
10月27日、天皇賞・秋をドウデュースで制し、保田隆芳元騎手に並ぶ同レース最多の7勝目を挙げる。また55歳7ヶ月12日での勝利は天皇賞・秋最年長勝利となった。
11月24日、ジャパンカップもドウデュースで制し、同レース単独トップとなる5勝目を挙げると同時に同レースの最年長勝利記録となった。
2025年
3月22日、阪神8Rでダノンターキッシュに騎乗しに、史上初のJRA2万5000回騎乗達成。
6月1日、目黒記念をアドマイヤテラで制し、デビューから続いている連続重賞勝利記録を39年に更新。
6月15日、宝塚記念をメイショウタバルで制し、自身の持つ宝塚記念最多勝を5勝に更新。
8月9日、札幌8Rの3歳以上1勝クラスをナリタヒカリで勝利し、JRA通算4600勝を25216戦目で達成。
|            | 日付           | 競走名           | 馬名               | 頭数 | 人気 | 着順 |
| ---------- | -------------- | ---------------- | ------------------ | ---- | ---- | ---- |
| 初騎乗     | 1987年3月1日   | 4歳400万下       | アグネスディクター | 15頭 | 2    | 2着  |
| 初勝利     | 1987年3月7日   | 4歳未勝利        | ダイナビショップ   | 11頭 | 4    | 1着  |
| 重賞初騎乗 | 1987年3月22日  | トヨタ賞中京記念 | マチカネイシン     | 13頭 | 9    | 5着  |
| 重賞初勝利 | 1987年10月11日 | 京都大賞典       | トウカイローマン   | 9頭  | 4    | 1着  |
| GI初騎乗   | 1987年11月8日  | 菊花賞           | レオテンザン       | 18頭 | 6    | 6着  |
| GI初勝利   | 1988年11月6日  | 菊花賞           | スーパークリーク   | 18頭 | 3    | 1着  |

### 年度別成績表
| 年度   | 1着  | 2着  | 3着  | 騎乗数 | 勝率 | 連対率 | 複勝率 | 表彰歴 |
| ------ | ---- | ---- | ---- | ------ | ---- | ------ | ------ | --- |
| 1987年 | 69   | 63   | 57   | 554    | .125 | .238   | .341   | JRA賞 （最多勝利新人騎手） 中央競馬関西放送記者クラブ賞                                                                                               |
| 1988年 | 113  | 92   | 68   | 669    | .169 | .306   | .408   | 史上最年少関西リーディングジョッキー |
| 1989年 | 133  | 114  | 80   | 726    | .183 | .340   | .450   | JRA賞 (最多勝利騎手・最多賞金獲得騎手) 関西テレビ放送賞（関西所属騎手最多勝）                                                                         |
| 1990年 | 116  | 118  | 75   | 723    | .160 | .324   | .427   | JRA賞 (最多勝利騎手・最多賞金獲得騎手) 関西テレビ放送賞（関西所属騎手最多勝） ゆうもあ大賞                                                            |
| 1991年 | 96   | 91   | 94   | 642    | .150 | .291   | .438   | 関西テレビ放送賞（関西所属騎手最多勝） |
| 1992年 | 130  | 79   | 55   | 606    | .215 | .345   | .436   | JRA賞 （最多勝利騎手） 関西テレビ放送賞（関西所属騎手最多勝）                                                                                         |
| 1993年 | 137  | 137  | 84   | 699    | .196 | .392   | .512   | JRA賞（最多勝利騎手・最多賞金獲得騎手） フェアプレー賞 関西テレビ放送賞（関西所属騎手最多勝）                                                         |
| 1994年 | 134  | 92   | 74   | 582    | .230 | .388   | .515   | JRA賞 (最多勝利騎手・最高勝率騎手) 関西テレビ放送賞（関西所属騎手最多勝）                                                                             |
| 1995年 | 134  | 104  | 75   | 693    | .193 | .343   | .452   | JRA賞 (最多勝利騎手・最多賞金獲得騎手) 関西テレビ放送賞（関西所属騎手最多勝）                                                                         |
| 1996年 | 159  | 98   | 94   | 755    | .211 | .340   | .465   | JRA賞 (最多勝利騎手・最多賞金獲得騎手) 関西テレビ放送賞（関西所属騎手最多勝）                                                                         |
| 1997年 | 168  | 100  | 88   | 722    | .233 | .371   | .493   | JRA賞（最多勝利騎手・最高勝率騎手・最多賞金獲得騎手・騎手大賞） フェアプレー賞 関西テレビ放送賞（関西所属騎手最多勝）                                 |
| 1998年 | 169  | 105  | 83   | 749    | .226 | .366   | .477   | JRA賞（最多勝利騎手・最高勝率騎手・最多賞金獲得騎手・騎手大賞） 関西テレビ放送賞（関西所属騎手最多勝）                                                |
| 1999年 | 178  | 142  | 96   | 809    | .220 | .396   | .514   | JRA賞（最多勝利騎手・最高勝率騎手・最多賞金獲得騎手・騎手大賞） フェアプレー賞 関西テレビ放送賞（関西所属騎手最多勝）                                 |
| 2000年 | 130  | 70   | 76   | 552    | .236 | .362   | .500   | JRA賞 (最多勝利騎手・最高勝率騎手・最多賞金獲得騎手・騎手大賞) 関西テレビ放送賞（関西所属騎手最多勝）                                                 |
| 2001年 | 65   | 47   | 54   | 355    | .183 | .315   | .468   | JRA賞 (最高勝率騎手・最多賞金獲得騎手) フェアプレー賞                                                                                                 |
| 2002年 | 133  | 66   | 57   | 457    | .291 | .435   | .560   | JRA賞 (最多勝利騎手・最高勝率騎手・最多賞金獲得騎手・騎手大賞) フェアプレー賞 関西テレビ放送賞（関西所属騎手最多勝）                                  |
| 2003年 | 204  | 128  | 90   | 866    | .236 | .383   | .487   | JRA賞 (最多勝利騎手・最高勝率騎手・最多賞金獲得騎手・騎手大賞) 関西テレビ放送賞（関西所属騎手最多勝）                                                 |
| 2004年 | 211  | 128  | 101  | 912    | .232 | .372   | .482   | JRA賞 (最多勝利騎手・最高勝率騎手・最多賞金獲得騎手・騎手大賞) 関西テレビ放送賞（関西所属騎手最多勝）                                                 |
| 2005年 | 212  | 128  | 112  | 855    | .248 | .398   | .529   | JRA賞 (最多勝利騎手・最高勝率騎手・最多賞金獲得騎手・騎手大賞) 関西テレビ放送賞（関西所属騎手最多勝） Sports Graphic「Number」（文芸春秋社刊）年間MVP |
| 2006年 | 178  | 118  | 111  | 790    | .225 | .375   | .515   | JRA賞 (最多勝利騎手・最高勝率騎手・最多賞金獲得騎手・騎手大賞) 関西テレビ放送賞（関西所属騎手最多勝）                                                 |
| 2007年 | 156  | 109  | 78   | 713    | .219 | .372   | .481   | JRA賞 (最多勝利騎手・最多賞金獲得騎手・特別賞) 関西スポーツ賞 関西テレビ放送賞（関西所属騎手最多勝）                                                  |
| 2008年 | 143  | 89   | 65   | 653    | .219 | .355   | .455   | JRA賞 (最多勝利騎手・最高勝率騎手) 関西テレビ放送賞（関西所属騎手最多勝）                                                                             |
| 2009年 | 140  | 106  | 91   | 768    | .182 | .320   | .439   | JRA賞 （最多賞金獲得騎手） 関西テレビ放送賞（関西所属騎手最多勝）                                                                                     |
| 2010年 | 69   | 47   | 39   | 413    | .167 | .281   | .375   | フェアプレー賞 |
| 2011年 | 64   | 70   | 66   | 635    | .101 | .211   | .315   | 優秀騎手賞（賞金獲得部門） |
| 2012年 | 56   | 61   | 44   | 591    | .095 | .198   | .272   | フェアプレー賞 |
| 2013年 | 97   | 62   | 58   | 649    | .149 | .245   | .334   | JRA賞 (特別賞) フェアプレー賞 関西競馬記者クラブ賞 |
| 2014年 | 86   | 87   | 64   | 672    | .128 | .257   | .353   | |
| 2015年 | 106  | 89   | 65   | 763    | .139 | .256   | .341   | |
| 2016年 | 74   | 89   | 77   | 667    | .111 | .244   | .360   | |
| 2017年 | 82   | 86   | 63   | 605    | .136 | .278   | .382   | ロンジンIFHA国際功労賞 |
| 2018年 | 76   | 65   | 75   | 554    | .137 | .255   | .390   | JRA賞 (特別賞) |
| 2019年 | 111  | 89   | 68   | 659    | .168 | .303   | .407   | 優秀騎手賞 |
| 2020年 | 115  | 103  | 60   | 667    | .172 | .327   | .417   | 優秀騎手賞 |
| 2021年 | 75   | 62   | 66   | 521    | .144 | .263   | .390   | |
| 2022年 | 73   | 81   | 67   | 600    | .120 | .257   | .368   | フェアプレー賞 |
| 2023年 | 74   | 61   | 46   | 505    | .147 | .267   | .358   | フェアプレー賞 |
| 2024年 | 87   | 69   | 50   | 540    | .161 | .286   | .378   | JRA賞（特別賞） |
| 2025年 | 47   | 40   | 38   | 326    | .144 | .267   | .383   | |
| 中央   | 4600 | 3485 | 2804 | 25217  | .182 | .321   | .432   | |
| 地方   | 212  | 169  | 129  | 937    | .226 | .407   | .544   | |

出典：武豊オフィシャルサイト、競馬ラボ、弐段逆噴射

## 記録

### 完全制覇記録
- 八大競走完全制覇 - 史上2人目[注 16]
- クラシック競走完全制覇 - 史上4人目[注 17]
- 3歳限定GI競走制覇 - 史上初
- 牝馬限定GI競走制覇 - 史上初
- 中央競馬全10場重賞制覇 - 史上2人目[注 18]
- 中央競馬全5場GI制覇 - 史上5人目
- 地方GI/JpnI競走完全制覇 - 史上初[注 19]
- 地方交流重賞全場制覇[213]
- 函館・中京[注 20]・阪神・小倉競馬場重賞完全制覇

### GIレース別最多勝利記録
- フェブラリーステークス - 5勝（第20回・第23回・第25回・第32回・第36回）
- 高松宮記念[注 21] - 3勝（第20回・第35回・第37回）※GI昇格後は2勝で2位タイ
- 大阪杯[注 22] - 8勝（第32回・第34回・第37回・第41回・第42回・第58回・第61回・第67回）※GI昇格後は2勝で最多タイ
- 桜花賞 - 5勝（第49回・第53回・第54回・第58回・第64回）
- 天皇賞（春） - 8勝（第99回・第101回・第103回・第105回・第119回・第133回・第153回・第155回）
- NHKマイルカップ - 3勝（第2回・第6回・第11回）
- 東京優駿 - 6勝（第65回・第66回・第69回・第72回・第80回・第89回）
- 宝塚記念 - 5勝（第30回・第34回・第38回・第47回・第66回）
- 秋華賞 - 3勝（第3回・第7回・第10回）
- 菊花賞 - 5勝（第49回・第57回・第61回・第66回・第80回）
- 天皇賞（秋） - 7勝[注 23]（第100回・第116回・第120回・第136回・第138回・第156回・第170回）
- エリザベス女王杯 - 4勝（第26-29回）
- ジャパンカップ - 5勝（第19回・第26回・第30回・第36回･第44回）[注 24]
- チャンピオンズカップ[注 25] - 4勝（第2回・第5回・第6回・第8回）
- 有馬記念 - 4勝（第35回、第51回、第62回、第68回）[注 26]
- ホープフルステークス[注 27] - 5勝（第6回・第15回・第21回・第26回・第27回）※GI昇格後は未勝利
- 天皇賞[注 28] - 15勝（第99回・第100回・第101回・第103回・第105回・第116回・第119回・第120回・第133回・第136回・第138回・第153回・第155回・第156回・第170回）

### 年齢に関する勝利記録
GIレース最年少勝利記録
- 菊花賞 - 19歳7ヶ月23日（スーパークリーク）

GIレース別最年少勝利記録
- 天皇賞（春） - 20歳1ヶ月14日（イナリワン）
- 宝塚記念 -   20歳2ヶ月17日（イナリワン）
- 安田記念 - 21歳1ヶ月29日（オグリキャップ）
- 菊花賞 - 19歳7ヶ月23日（スーパークリーク）
- 有馬記念 - 21歳9ヶ月9日（オグリキャップ）

GIレース別最年長勝利記録
- 大阪杯 - 54歳19日（ジャックドール）
- 天皇賞（春） - 48歳1ヶ月16日（キタサンブラック）
- 宝塚記念 - 56歳3ヶ月0日（メイショウタバル）
- 菊花賞 - 50歳7ヶ月6日（ワールドプレミア）
- 天皇賞（秋） - 55歳7ヶ月12日（ドウデュース）
- ジャパンカップ - 55歳8ヶ月10日（ドウデュース）
- 朝日杯 - 52歳9ヶ月4日（ドウデュース）
- 有馬記念 - 54歳9ヶ月9日（ドウデュース）

### タイトル
- 最多勝利：18回（1989年、1990年、1992年 - 2000年、2002年 - 2008年） ※18回は歴代最多。9年連続は福永洋一と並ぶ歴代最長タイ、7年連続は歴代3位
  - 関西リーディング：21回（1988年 - 2000年、2002年 - 2009年） ※21回は歴代最多。13年連続は歴代最長、8年連続は歴代3位
- 最高勝率：11回（1994年、1997年 - 2000年、2002年 - 2006年、2008年） ※11回は歴代最多。5年連続は岡部幸雄に次ぐ歴代2位タイ、4年連続は歴代5位
- 最多賞金獲得：16回（1989年、1990年、1993年、1995年 - 2000年、2002年 - 2007年、2009年） ※16回は歴代最多、6年連続は福永洋一に次ぐ歴代2位タイ
- 騎手大賞：9回（1997年 - 2000年、2002年 - 2006年） ※9回は歴代最多。5年連続は歴代最長、4年連続は歴代2位
- フェアプレー賞：13回（1993年、1995年、1997年、1999年、2001年、2002年、2009年、2010年、2012年、2013年、2021年 - 2023年） ※13回は藤田伸二に次ぐ歴代2位タイ
- 最多勝利新人、関西放送記者クラブ賞（1987年）

### その他
- 1日最多勝 - 8勝（2002年12月7日）
- 1日騎乗機会連勝- 7連勝（2005年9月18日・24日）J.モレイラ･クリストフ・ルメールとタイ記録
- 1日騎乗機会連勝 - 6連勝（2005年9月24日）※横山典弘･安藤勝己･J.モレイラとタイ記録
- 1節最多勝 - 12勝（2005年9月24日 - 25日）
- 同一場1開催最多勝 - 21勝（2005年1月5日 - 23日、1回京都） ※藤田伸二とタイ記録
- 複数場1開催最多勝 - 26勝（2005年9月10日 - 10月2日、4回阪神･4回中山･2回札幌）
- 1日最多連対 - 9連対（1993年12月19日・1999年11月27日・2002年10月20日） ※横山典弘･藤田伸二･岩田康誠･クリストフ・ルメールとタイ記録
- 1日最多9連対回数 - 3回（1993年12月19日・1999年11月27日・2002年10月20日） ※クリストフ・ルメールとタイ記録
- 年間GI最多勝（交流GI含む） - 11勝（2005年） ※JRAのみはクリストフ・ルメールの8勝
- 年間重賞最多勝 - 23勝（2005年、GI6勝･GII6勝･GIII11勝）
- GI連続年勝利 - 23年（1988年 - 2010年）
- 重賞連続年勝利 - 39年（1987年 - ） ※継続中
- 重賞連続週勝利 - 6週（1998年オールカマー - デイリー杯3歳ステークス）
- 騎乗機会連続重賞勝利 - 6回（1998年ローズステークス - 秋華賞）
- 騎乗機会連続週勝利 - 169週（1996年2月10日 - 1999年8月22日）
- 年間最多獲得賞金 - 44億1404万2000円（2005年）※2018年にクリストフ・ルメールが更新
- 同一年毎月重賞勝利 - 2005年 ※史上初

## 主な勝鞍

### GI・JpnI競走勝利一覧 （年度別）
(斜字は地方GI・JpnI、太字は海外GI、*印はJpnIを指す。)
- 1988年
  - 菊花賞 （スーパークリーク）[37]
- 1989年
  - 桜花賞 （シャダイカグラ）[37]
  - 天皇賞（春） （イナリワン）[37]
  - 宝塚記念 （イナリワン）[37]
  - 天皇賞（秋） （スーパークリーク）[37]- この勝利で天皇賞・春秋制覇[214]
- 1990年
  - 天皇賞（春） （スーパークリーク）[37]- この勝利で天皇賞・春連覇[215]
  - 安田記念 （オグリキャップ）[37]
  - スプリンターズステークス （バンブーメモリー）[37]
  - 有馬記念 （オグリキャップ）[37]
- 1991年
  - 天皇賞（春） （メジロマックイーン）[140]
- 1992年
  - 天皇賞（春） （メジロマックイーン）[140]- この勝利で史上初の天皇賞・春4連覇達成
- 1993年
  - 桜花賞 （ベガ）[140]
  - 皐月賞 （ナリタタイシン）[140]
  - 優駿牝馬 （ベガ）[140]
  - 宝塚記念 （メジロマックイーン）[140]
- 1994年
  - 桜花賞 （オグリローマン）[140]
  - ムーラン・ド・ロンシャン賞 （スキーパラダイス）[1]
  - 阪神3歳牝馬ステークス （ヤマニンパラダイス）[140]
- 1995年
  - 安田記念 （ハートレイク）[140]
  - 優駿牝馬 （ダンスパートナー）[140]
- 1996年
  - 優駿牝馬 （エアグルーヴ）[140] - この勝利で史上3人目の優駿牝馬連覇
  - 菊花賞 （ダンスインザダーク）[140]
- 1997年
  - NHKマイルカップ （シーキングザパール）[140]
  - 宝塚記念 （マーベラスサンデー）[140]
  - 天皇賞（秋） （エアグルーヴ）[140]
- 1998年
  - 桜花賞 （ファレノプシス）[140]
  - 東京優駿 （スペシャルウィーク）[140] - この勝利で八大競走完全制覇
  - 秋華賞 （ファレノプシス）[140]- 史上初の3歳限定GI競走制覇
  - モーリス・ド・ゲスト賞 （シーキングザパール）[216]
- 1999年
  - 天皇賞 (春・秋) （スペシャルウィーク）[140]
  - 東京優駿 （アドマイヤベガ）[140] - この勝利で史上初の東京優駿連覇
  - アベイユ・ド・ロンシャン賞 （アグネスワールド）[1]
  - マイルチャンピオンシップ南部杯 （ニホンピロジュピタ）[217]
  - ジャパンカップ （スペシャルウィーク）[140]
- 2000年
  - 皐月賞 （エアシャカール）[140]
  - ジュライカップ （アグネスワールド）[218]
  - 菊花賞 （エアシャカール）[140]
- 2001年
  - NHKマイルカップ （クロフネ）[140]
  - アベイユ・ド・ロンシャン賞 （インペリアルビューティ）[219]
  - エリザベス女王杯 （トゥザヴィクトリー）[140]
  - ジャパンカップダート （クロフネ）[140]
  - 香港ヴァーズ （ステイゴールド）[220]
- 2002年
  - 東京優駿 （タニノギムレット）[140]
  - ジャパンダートダービー （ゴールドアリュール）[221]
  - スプリンターズステークス （ビリーヴ）[140]
  - 秋華賞 （ファインモーション）[140]
  - エリザベス女王杯 （ファインモーション）[70]
  - ダービーグランプリ （ゴールドアリュール）[222]
  - 東京大賞典 （ゴールドアリュール）[223]
- 2003年
  - フェブラリーステークス （ゴールドアリュール）[70]
  - ジャパンダートダービー （ビッグウルフ）[224]
  - エリザベス女王杯 （アドマイヤグルーヴ）[70]
  - 全日本2歳優駿 （アドマイヤホープ）[225]
  - 東京大賞典 （スターキングマン）[226]
- 2004年
  - 桜花賞 （ダンスインザムード）[70]
  - JBCスプリント （マイネルセレクト）[227]
  - エリザベス女王杯 （アドマイヤグルーヴ）[70]- この勝利で史上初のエリザベス女王杯4連覇達成
  - ジャパンカップダート （タイムパラドックス）[70]
- 2005年
  - 川崎記念 （タイムパラドックス）[228]
  - 高松宮記念 （アドマイヤマックス）[70]- 史上5人目の中央競馬全5場GI制覇
  - 皐月賞 （ディープインパクト）[70]
  - 東京優駿 （ディープインパクト）[70]
  - 帝王賞 （タイムパラドックス）[229]
  - ジャパンダートダービー （カネヒキリ）[230]
  - ダービーグランプリ （カネヒキリ）[231]
  - 秋華賞 （エアメサイア）[70]
  - 菊花賞 （ディープインパクト）[70]
  - JBCクラシック （タイムパラドックス）[232]
  - ジャパンカップダート （カネヒキリ）[70]
- 2006年
  - フェブラリーステークス （カネヒキリ）[70]
  - 天皇賞（春） （ディープインパクト）[70]
  - NHKマイルカップ （ロジック）[70]
  - 宝塚記念 （ディープインパクト）[70]
  - ジャパンカップ （ディープインパクト）[70]
  - 有馬記念 （ディープインパクト）[70]
- 2007年
  - 高松宮記念 （スズカフェニックス）[70]
  - ドバイデューティーフリー （アドマイヤムーン）
  - 天皇賞（秋） （メイショウサムソン）[70]
  - JBCクラシック （ヴァーミリアン）[233]
  - ジャパンカップダート （ヴァーミリアン）[70]
  - 東京大賞典* （ヴァーミリアン）[234]
- 2008年
  - フェブラリーステークス （ヴァーミリアン）[70]
  - 天皇賞（秋） （ウオッカ）[70]
  - JBCクラシック* （ヴァーミリアン）[235]
- 2009年
  - ヴィクトリアマイル （ウオッカ）[70]- 史上初の牝馬限定GI競走完全制覇
  - 安田記念 （ウオッカ）[70]
  - 帝王賞* （ヴァーミリアン）[236]
  - JBCクラシック* （ヴァーミリアン）[237]
- 2010年
  - 川崎記念* （ヴァーミリアン）[238]
  - JBCクラシック* （スマートファルコン）[239]
  - ジャパンカップ （ローズキングダム）[70] - 1位入線のブエナビスタがローズキングダムの進路妨害したため繰り上がりで優勝
  - 東京大賞典* （スマートファルコン）[240]
- 2011年
  - 帝王賞* （スマートファルコン）[241]
  - JBCクラシック* （スマートファルコン）[242]
  - 東京大賞典 （スマートファルコン）[243] - 本年からJRAのGIと同様の国際GI格付となった
- 2012年
  - 川崎記念* （スマートファルコン）[244]
  - マイルチャンピオンシップ （サダムパテック）[70] - この勝利でJRAの平地全GI競走完全制覇にいったん王手をかけた
- 2013年
  - 東京優駿 （キズナ）[70]
  - マイルチャンピオンシップ （トーセンラー）[70] - この勝利で国内外、地方競馬を合わせてGI区切りの100勝目[159]
- 2014年
  - 帝王賞* （ワンダーアキュート）[245]
- 2015年
  - フェブラリーステークス （コパノリッキー）[70]
  - JBCクラシック*（コパノリッキー）[246]
  - 香港カップ （エイシンヒカリ）[247]
- 2016年
  - 天皇賞（春）（キタサンブラック）[248]
  - かしわ記念* （コパノリッキー）[249]
  - イスパーン賞（エイシンヒカリ）[250]
  - 帝王賞* （コパノリッキー）[251]
  - JBCクラシック*（アウォーディー）[252]
  - ジャパンカップ（キタサンブラック）[253]
- 2017年
  - 大阪杯（キタサンブラック）[70] - 本年よりGIに昇格
  - 天皇賞（春）（キタサンブラック）[70]
  - かしわ記念* （コパノリッキー）[254]
  - 天皇賞（秋）（キタサンブラック）[70]
  - 有馬記念（キタサンブラック）[255]
- 2019年
  - フェブラリーステークス（インティ）[256]
  - 菊花賞（ワールドプレミア）[70]
  - JBCレディスクラシック* （ヤマニンアンプリメ）[257] - 地方競馬主催のGI/JpnI競走全レース優勝を達成[258]。
- 2021年
  - 朝日杯フューチュリティステークス（ドウデュース）
- 2022年
  - 東京優駿（ドウデュース）
  - ジャパンダートダービー*（ノットゥルノ）
- 2023年
  - 大阪杯（ジャックドール） - この勝利で当時のJRAのGI最年長勝利を記録
  - 有馬記念（ドウデュース）
- 2024年
  - 天皇賞（秋）（ドウデュース）
  - ジャパンカップ（ドウデュース)
- 2025年
  - 宝塚記念（メイショウタバル）

※ 未勝利のJRAの平地GI競走は2017年よりGI競走に昇格したホープフルステークスのみ。地方競馬のGI/JpnI競走（2006年以前の統一GI含めて）は全て勝利している。

## 出演

### テレビ番組
- 武豊TV!II （フジテレビワンツーネクスト）[259]
- 武＝孝太郎 （2007年4月 - 2007年9月、フジテレビ）
- 武豊 -THE ORIGIN- 〜始まりの地・函館（2023年6月25日、テレビ東京）

### テレビドラマ
- ファイト（2005年、NHK） - 本人役[260]
- ごくせん（2008年、日本テレビ） [260]
- 科捜研の女第11シリーズ（2011年、テレビ朝日） - 武豊（本人） 役 ※第3話[261]
- NHKドラマ「風の向こうへ駆け抜けろ」（2021年） - 本人役[262]

### アニメ
- ウマ娘 プリティーダービー
  - テレビアニメ第1期・第5話（2018年） - 解説（本人） 役[263]

### CM
- サッポロビール 黒ラベル（1990年） - 父・武邦彦と共演
- 村田機械 ファクシミリ（1991年）
- 三菱自動車工業 アウトランダー（CW5W/6W型、2005年）[264][注 30]
- ウマ娘 プリティーダービー
  - 「武豊 プロモーター就任」篇（2018年）[266]
  - 「パドック」篇（2018年）[267]
  - 「武豊! たけーー大ジャンプ」篇（2022年） - クリストフ・ルメール、中村倫也、吉田鋼太郎と共演[268]
  - 「2.5周年記念」篇（2023年）[269] - クリストフ・ルメールと共演
  - 「ウマウマ年末」篇（2023年12月28日） - クリストフ・ルメールと共演
  - 「大豊食祭！ボナベティ」篇（2024年6月25日 - ） - クリスト・ルメールと共演
  - 「haji-maire」篇（2024年10月29日 - ） - クリスト・ルメールと共演
  - 「島を豊かに」篇（2025年6月27日 - ） - クリストフ・ルメールと共演[270]
- JRAレーシングビュア（2023年）
- サントリー・ボス（2024年）※蛯名正義と共演

## 連載
- 週刊ヤングサンデー 漫画「ダービージョッキー」（原作・原案担当/作画: 一色登希彦）

## その他出演
- 平井堅・LIFE is... 〜another story〜（2003年、DefSTAR RECORDS） - 平井の18thシングル楽曲。武はミュージックビデオに数秒間出演している。